# Almindelig snebær
Almindelig snebær (Symphoricarpos albus) er en blomsterplante i gedeblad-familien Den stammer fra Nordamerika hvor den er udbredt i store dele af Canada og den vestlige og nordlige del af USA.
Almindelig snebær vokser i skyggefulde og fugtige bjerg- og skovhabitater, træbevoksede områder, flodsletter og flodbredder. Den kan vokse i mange forskellige typer habitater. Den er naturaliseret i dele af Storbritannien hvor den er plantet som prydplante og som skjul for vildt.
Almindelig snebær er en opret løvfældende busk med en forgrenet hovedstamme og ofte mindre skud fra et rhizom. Den kan sprede sig over et areal hvor den danner et tæt krat. Den bliver maksimalt 1-2 m høj. Bladene er placeret modsat på grenene. De er normalt ovale med varierende størrelse og form og op til 5 cm lange eller lidt længere på nye skud. Blomsterstanden er en klase med op til 16 blomster. Hver blomst har en smalt fem-tandet bæger. Kronen er lyserød, klokkeformet og omkring 0,5 cm lang. Den har spidse tænder og hvide hår på indersiden. Frugten er en kødet hvid bær-lignende stenfrugt som er ca. 1 cm stor og indeholder to frø. Planten kan sprede sig via frøene, men den formerer sig primært vegetativt ved at skyde fra dets ekspandernde rhizom. Fugle spreder frøene når de spiser frugten.
Krat af planten er en vigtig fødekilde for flere dyr, blandt andre tykhornsfår, virginiahjort og grizzlybjørn. Husdyr som kvæg og får kan spise den. Mange fugle og små pattedyr bruger den til foder og dækning. Taskerotter graver gange under den om vinteren. Frugten og planten er giftig for mennesker og forårsager opkastning.
Amerikas oprindelige folk har brugt planten til medicin og sæbe og nogle gange til mad. Veddet er brugt til pileskafter.
Krattet bruges til erosionskontrol ved flodbredder, og almindelig snebær er plantet i naturgenopretningsprojekter ved forstyrrede områder såsom nedlagte miner. Dens hvide frugter og blågrønne løv gør den til en populær prydplante.
I Danmark er den almindelig i haver og sjældent forvildet.

## Varieteter
Der er to varieteter:
- S. albus var. albus, hjemmehørende i det østlige Nordamerika
- S. albus var. laevigatus, hjemmehørende ved Nordamerikas Stillehavskyst. Den er højere, op til 2 m og med lidt større frugter. Den betragtes som en selvstændig art, Symphoricarpos rivularis, af nogle botanikere.